# Chromalveolata
Chromalveolata је монофилетска група протиста, предложена од стране Томаса Кавалије-Смита 1998. године. Нема дефинисан статус таксономске категорије, али се може сматрати једним од царстава протиста. Први представник ове групе (заједнички предак данашњих група) био је хетеротрофни једноћелијски протист са два бича, који је секундарно ендосимбиотски „прихватио” ћелију црвених алги као хлоропласт. Филогенетски посматрано, најсроднија група хромалвеолатама је Archaeplastida, а затим следе Rhizaria и Excavata, као и мале групе Apusozoa и Centrohelida.
Савремене групе (раздели?) хромалвеолата су:
- (криптофите)
- (хаптофите)
- (хетероконтне алге)

Међу њима, поједине групе су секундарно изгубиле пластиде и способност фотосинтезе — трепљари, оомицете (водене „гљиве”) и Goniomonadales.

## Морфолошке карактеристике
Заједничке морфолошке карактеристике за кладу хромалвеолата су малобројне. Као такве могу се сматрати само:
1. присуство целулозе у већини ћелијских зидова
2. заједничко порекло хлоропласта

Свака од група има засебне морфолошке карактеристике, које се не јављају у другим групама. Тако, алвеолате поседују алвеоле у ћелијској мембрани, хаптофите поседују хаптонему, хетероконтне алге поседују два различита бича, а криптофите ејектозоме.

## Систематика
Група Chromalveolata се према најсавременијем систему класификације дели на следећи начин:
надраздео 

класа  [syn. раздео 

раздео 

раздео 